# 조던 프랜시스
조던 프랜시스(Jordan Francis, 1991년 5월 10일 ~ )는 캐나다의 배우이다.